# Along With the Gods : Les Deux Mondes
Série
Along With the Gods : Les 49 Derniers Jours
(2018)
Pour plus de détails, voir Fiche technique et Distribution.
Along With the Gods : Les Deux Mondes (hangeul : 신과함께: 죄와 벌 ; RR : Singwahamkke: Joewa beol ; litt. « Avec Dieu - péché et punition ») est un film fantastique sud-coréen écrit, produit et réalisé par Kim Yong-hwa, sorti en 2017. Il s’agit de l'adaptation de la bande dessinée numérique du même nom de Joo Ho-Min (2010), qui comporte trois épisodes distincts : « Au-delà », « Vie » et « Mythe ». Le film se concentre sur l’épisode « Au-delà ».
Ce film est le premier du cinéma sud-coréen à avoir été pensé dès le départ pour avoir une suite. En effet, le second film, Along With the Gods : Les 49 Derniers Jours, sort en été 2018. L'histoire suit le voyage dans l'au-delà d'un homme récemment décédé et de trois anges qui le guident à travers le monde souterrain. Pour se réincarner, il doit passer sept procès sur une période de 49 jours pour prouver qu'il le mérite.
Il est premier au box-office sud-coréen de 2017 pendant ses trois premières semaines d'exploitation. Vendu dans 103 pays,, son budget s'élève à 36,6 millions de dollars.

## Synopsis
Après la mort d'une personne, un ange escorte le défunt dans l'au-delà où il doit être jugé sept fois durant 49 jours pour prouver qu'il a mené une vie humaine innocente et avoir le droit de se réincarner. Les anges ont l’interdiction absolue de se mêler des affaires humaines.
Kim Ja-hong (Cha Tae-hyun), un pompier mort de manière soudaine durant son travail, reçoit ainsi la visite de 3 anges qui l'emmènent dans son voyage dans l'au-delà. L'un d'eux, Gang Rim (en) (Ha Jeong-woo), a cependant une affection pour les humains et désire l'aider plus qu'il n'en a le droit.

## Fiche technique
- Titre original : 신과함께: 죄와 벌 (Singwahamkke: Joewa beol)
- Titre français : Along With the Gods : Les Deux Mondes
- Réalisation et scénario : Kim Yong-hwa
- Sociétés de production : Realies Pictures et Dexter Studios
- Pays de production :  Corée du Sud
- Langue originale : coréen
- Format : couleur
- Genre : fantastique
- Durée : 139 minutes
- Date de sortie :
  - Corée du Sud : 20 décembre 2017

## Distribution
- Ha Jeong-woo : Gang Rim (en)
- Cha Tae-hyun : Kim Ja-hong
- Ju Ji-hoon : Haewonmak[5]
- Kim Hyang-gi : Dukchun
- Lee Jeong-jae : Yeomra
- Kim Dong-wook (en) : Soo-hong
- Do Kyung-soo : Won Il-byung
- Jang Gwang (en) : Jingwang, le Dieu de l'enfer de la violence
- Jung Hae-kyun : Byeonseong, le Dieu de l'enfer du meurtre
- Oh Dal-soo : un juge
- Im Won-hee : un juge
- Lee Joon-hyuk (en) : le Premier lieutenant Park
- Kim Su-an : Taesan
- Ye Soo-jung : la mère de Ja-hong
- Lee Seung-joon
- Kim Ha-neul : Songje, le Dieu de l'enfer de trahison
- Kim Hae-sook : Chogang, le Dieu de l'enfer de l'indolence
- Lee Geung-young : Ogwan
- Ma Dong-seok : Seongju (en)
- Yoo Joon-sang
- Kim Su-ro
- Kim Min-jong (en)

## Production
Produites pour un budget de 40 milliards de won (environ 36,6 millions de dollars), les deux parties d'Along With the Gods sont simultanément tournées. Dexter Studios, l'un des plus grands studios de production et d'effets visuels d'Asie, derrière le précédent film du réalisateur Kim Yong-hwa, Mr. Go (en) de 2013, est chargé des effets visuels du film. Il est rapporté que près de 300 artistes et techniciens participent à la production du film.
La société de production chinoise Alpha Pictures investit 2,2 millions $ dans le projet.
Le tournage a lieu du 26 mai 2016 au 22 mars 2017.
La seconde partie du film, Along With the Gods : Les 49 derniers jours, sort en été 2018.

## Accueil
Along With the Gods : Les Deux Mondes sort en Corée du Sud le 20 décembre 2017. Le film est pré-vendu dans douze pays : Taïwan, Hong Kong, Macao, Singapour, la Malaisie, l'Indonésie, Brunei, les Philippines, le Cambodge, le Laos, les États-Unis et le Canada au marché du film asiatique de Busan. De plus, le film est également pré-vendu dans 90 autres pays au Marché du film américain (en) à Santa Monica, augmentant le nombre de pays à 103,.
Lors de son premier jour d'exploitation, le film totalise 422 339 spectateurs et est classé premier du box-office sud-coréen avec 2,9 millions de dollars de recettes. Le 22 décembre 2017, le film dépasse le million de spectateurs pour un total de 9,3 millions de dollars.